# 諸葛表
诸葛表（？—1594年），字公仪，號念榕，福建晉江縣人，明朝政治人物。同進士出身。

## 生平
万历四年（1576年）丙子科福建鄉試舉人，十七年（1589年），登己丑科三甲第七名进士，刑部觀政，六月授行人司行人，二十年升任行人司司副，二十一年升司正，二十二年卒于京师。

## 家族
曾祖诸葛遇。祖诸葛希尧。父诸葛应元。